# Avenue Émile-Deschanel
L'avenue Émile-Deschanel est une voie du 7e arrondissement de Paris, en France.

## Situation et accès
L'avenue Émile-Deschanel est une voie publique située dans le 7e arrondissement de Paris. Elle débute à l'avenue Joseph-Bouvard et se termine au 9, rue Savorgnan-de-Brazza.
Les douze bâtiments alignés du côté ouest de l'avenue donnent, à l'arrière, sur le Champ-de-Mars. Avec 1 080 m2, le no 20 est celui qui a la plus vaste emprise au sol.
Le quartier est desservi par la ligne 8 à la station École Militaire.

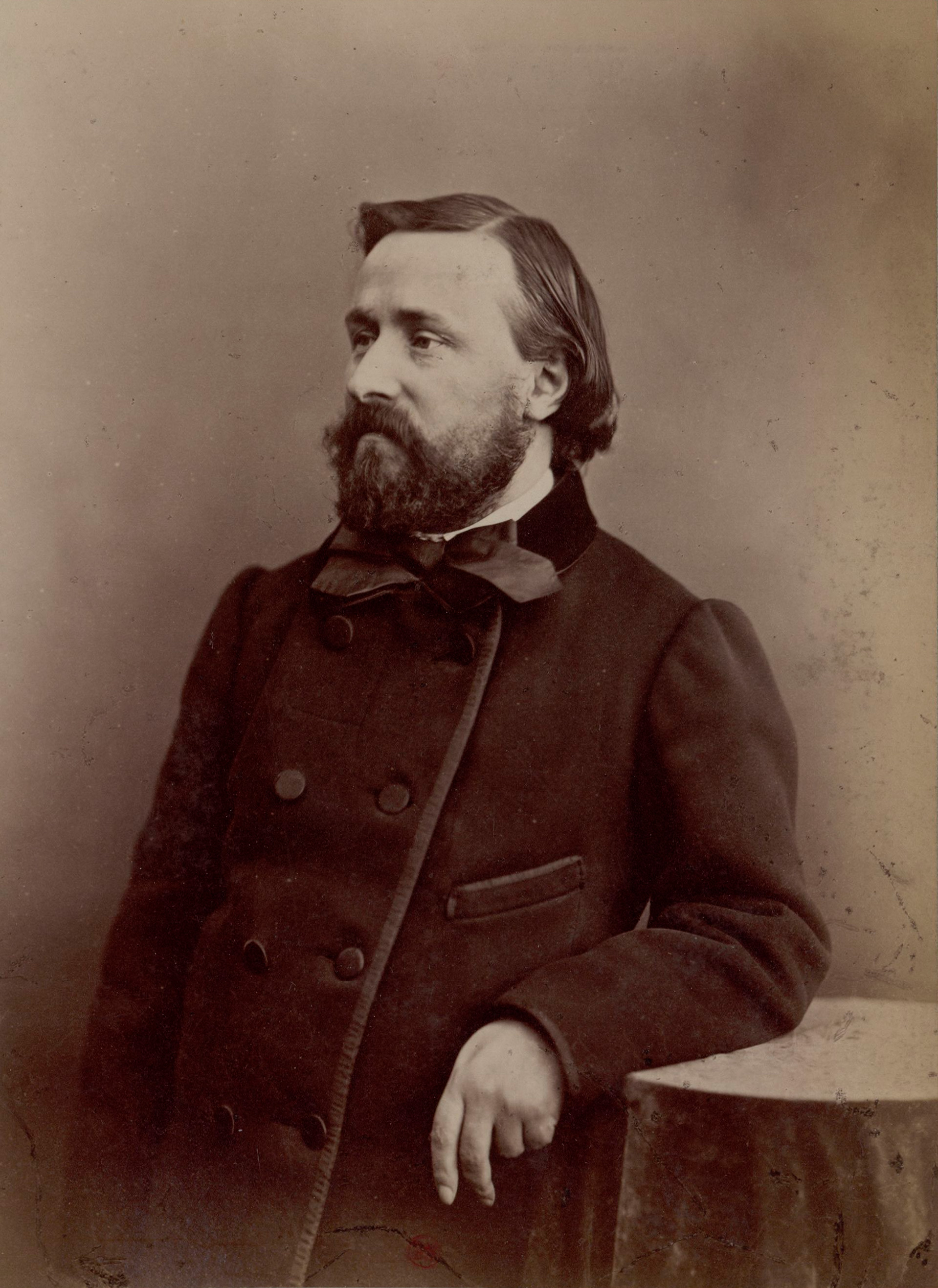
Émile Deschanel, par Nadar.

## Origine du nom
Elle porte le nom d'Émile Deschanel (1819-1904), député de la Seine, littérateur et professeur au Collège de France.

## Historique
La voie est créée en 1907 lors du réaménagement du Champ-de-Mars sous le nom d'« avenue Élisée-Reclus » ; elle prend son nom actuel en 1912.

## Bâtiments remarquables et lieux de mémoire
- No 2 : hôtel dit de Fleury ; hôtel particulier de 600 m2 de type néoclassique construit en 1912[1]. Il appartient en 1921 à la vicomtesse de Fleury[2], d'où son nom. Plus récemment, il a pour propriétaire un membre de la famille régnante du Qatar, qui y installe une piscine au sous-sol. En 2020, il est acquis pour un montant de 70 millions d'euros, par l'Américain d'origine ukrainienne Jan Koum, cofondateur du service de messagerie WhatsApp. En 2022, le nouveau propriétaire fait entreprendre des travaux de restauration et de décoration de l'hôtel qui doivent durer au moins jusqu'en 2025[3],[4].
- No 3 : immeuble de tendance architecturale appartenant à l'éclectisme est construit en 1908 par l'architecte Aristide Daniel (1876-1938)[5].
- No 4 : hôtel particulier de style Louis XVI construit en 1909 par l'architecte René Sergent (1865-1927) pour le couturier Jean-Philippe Worth (1856-1926)[6],[7], fils de Charles Frederick Worth (1825-1895), racheté ensuite par Hippolyte Worms (1889-1962). Cet hôtel appartient, en 2023, à la famille Perrodo, propriétaire de la compagnie pétrolière Perenco, quinzième fortune de France[8].
- No 5 (angle rue Marinoni) : immeuble construit en 1908 par l'architecte Aristide Daniel[9] ; l'essayiste et critique français Gérard Bauër (1888-1967) a passé ses dernières années à cette adresse, comme le signale une plaque en façade.
- No 8 : résidence de l'ambassadeur du grand-duché de Luxembourg. Le 24 octobre 1944, le chirurgien Antonin Gosset y décède à son domicile[10].
- No 9 : immeuble de sept étages construit en 1911 par l'architecte Aristide Daniel[11].
- No 11 bis : immeuble de six étages construit en 1911 par l'architecte Aristide Daniel[12]. L'acteur et réalisateur Max Linder (1883-1925) a résidé à cette adresse quelque temps avant sa mort[13].
- No 15 : immeuble construit en 1909 par l'architecte Georges Guyon (1850-1915)[14].
- No 17 : le compositeur Xavier Leroux (1863-1919) a vécu jusqu'à sa mort à cette adresse[15].
- No 20 : hôtel particulier de 1 600 m2 habitables construit en 1912 acheté en juillet 2020 par le roi du Maroc, Mohammed VI, pour une somme évaluée à 80 millions d'euros ; l'ensemble se compose de trois niveaux de 500 m2 chacun et d'un penthouse au dernier étage, d'un jardin et d'une terrasse ; ce bien appartenait depuis 1988 à un membre de la famille royale d'Arabie saoudite[16].
- No 21 : immeuble de six étages construit en 1910 par l'architecte Achille Champy (1868-1948)[17].
- No 22 : immeuble de cinq étages construit en 1912 par l'architecte Pierre Humbert (1848-1919)[18].
- No 23 : immeuble de rapport construit vers 1910 par l'architecte décorateur Louis Süe (1875-1968) en collaboration avec l'architecte Paul Huillard (en) (1875-1966).
- No 24 : immeuble de quatre étages construit en 1928 par l'architecte Charles Thomas (1897-1967)[19].

## Galerie

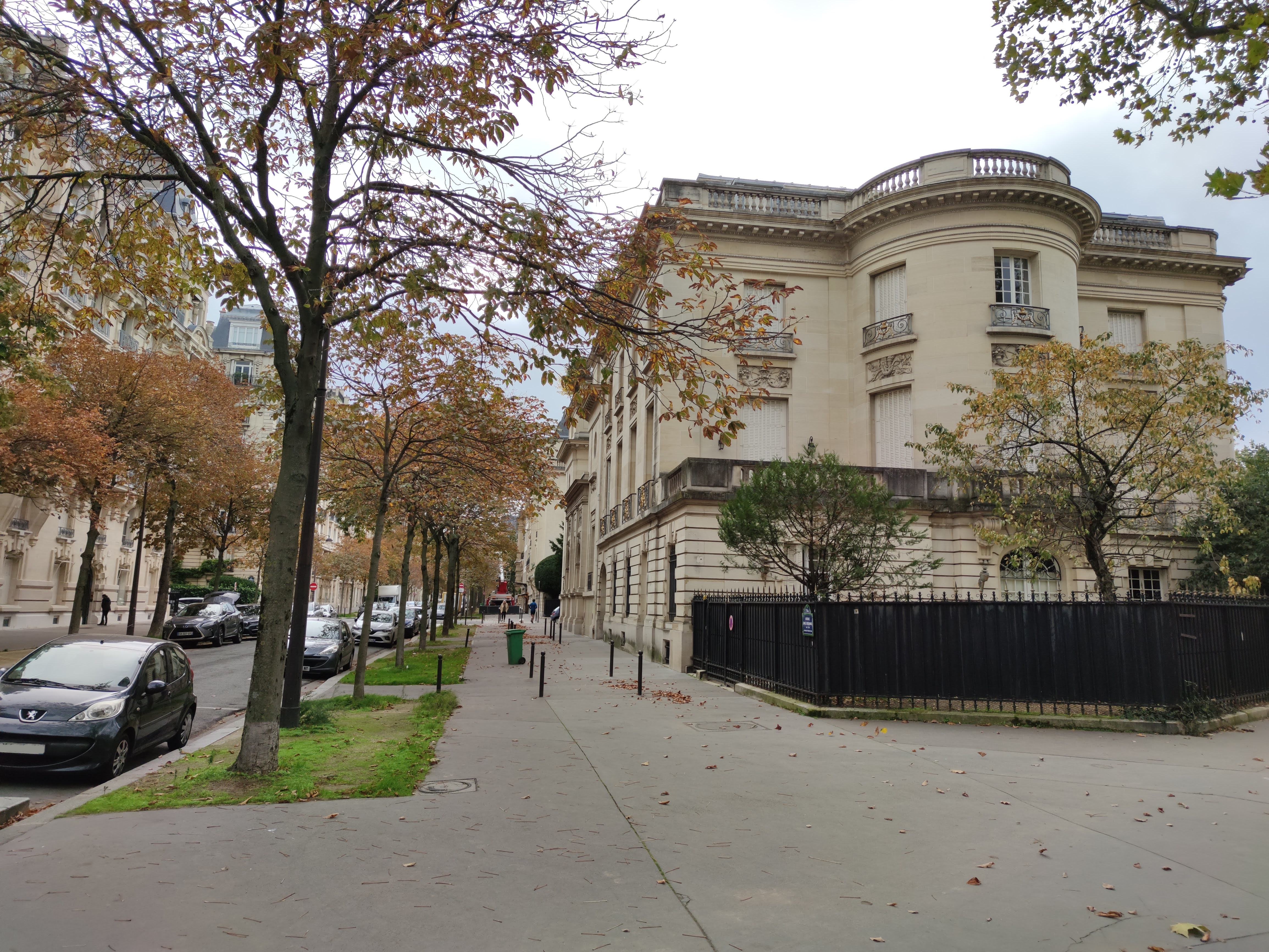
.
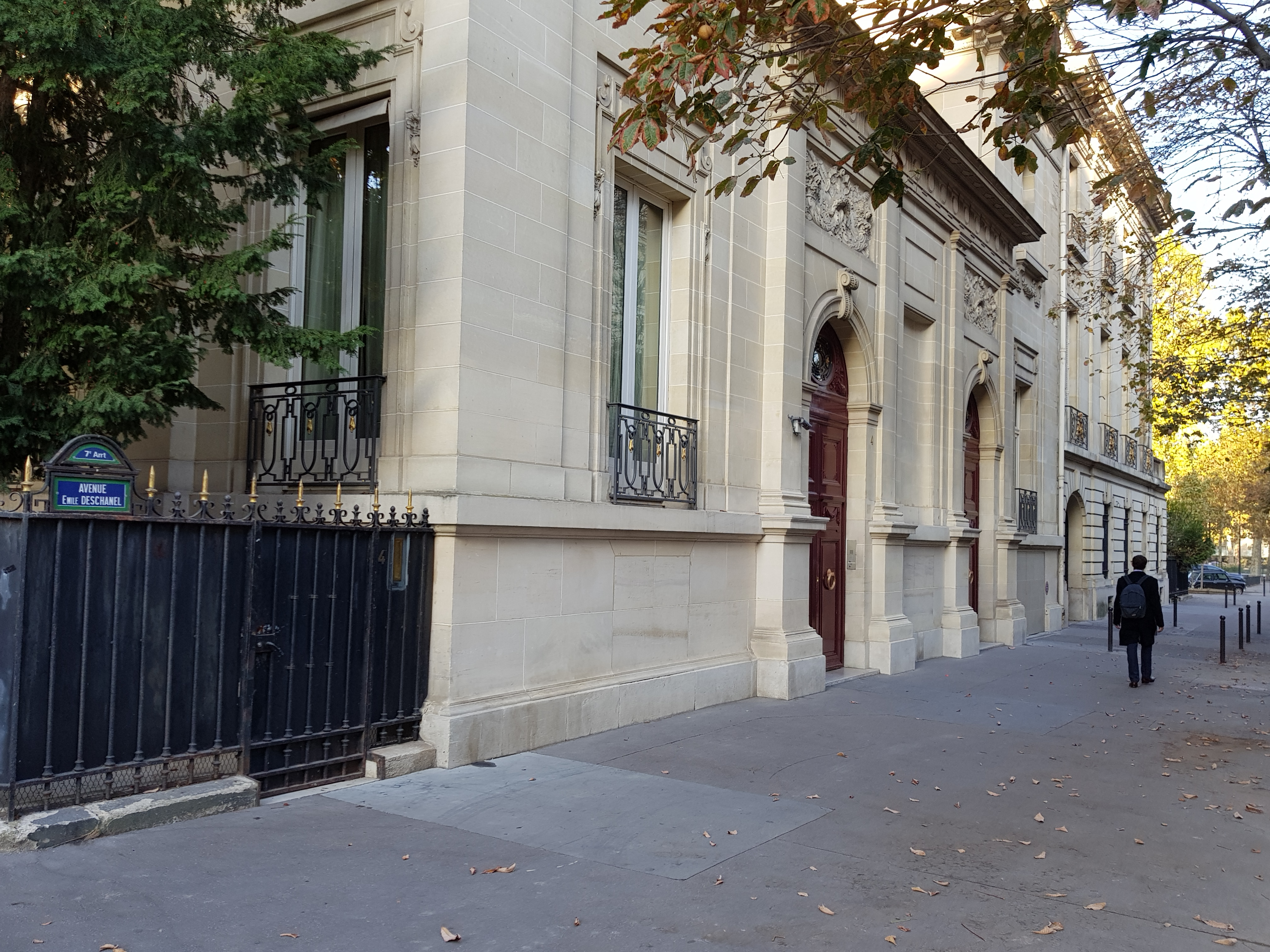
.
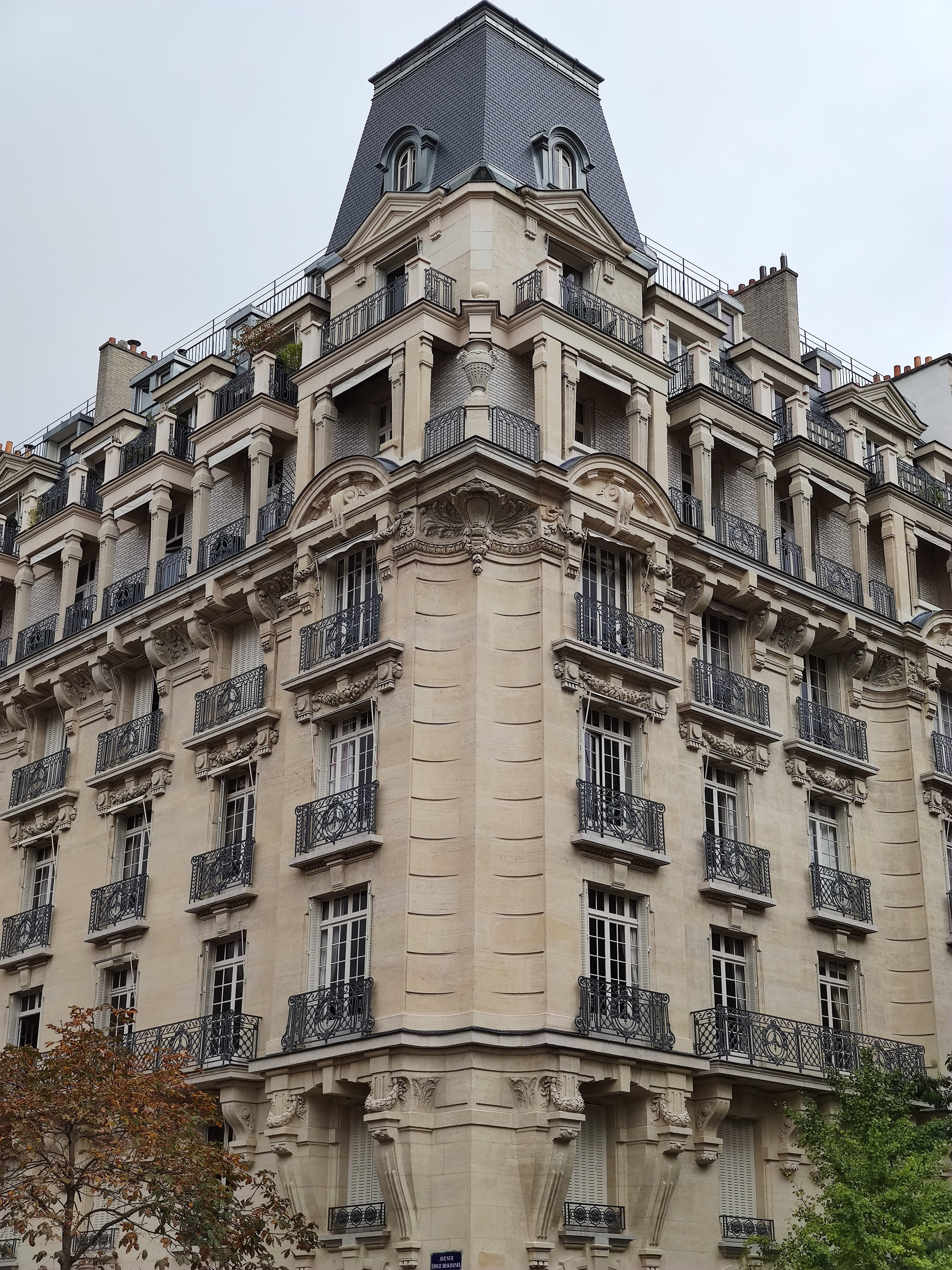
.
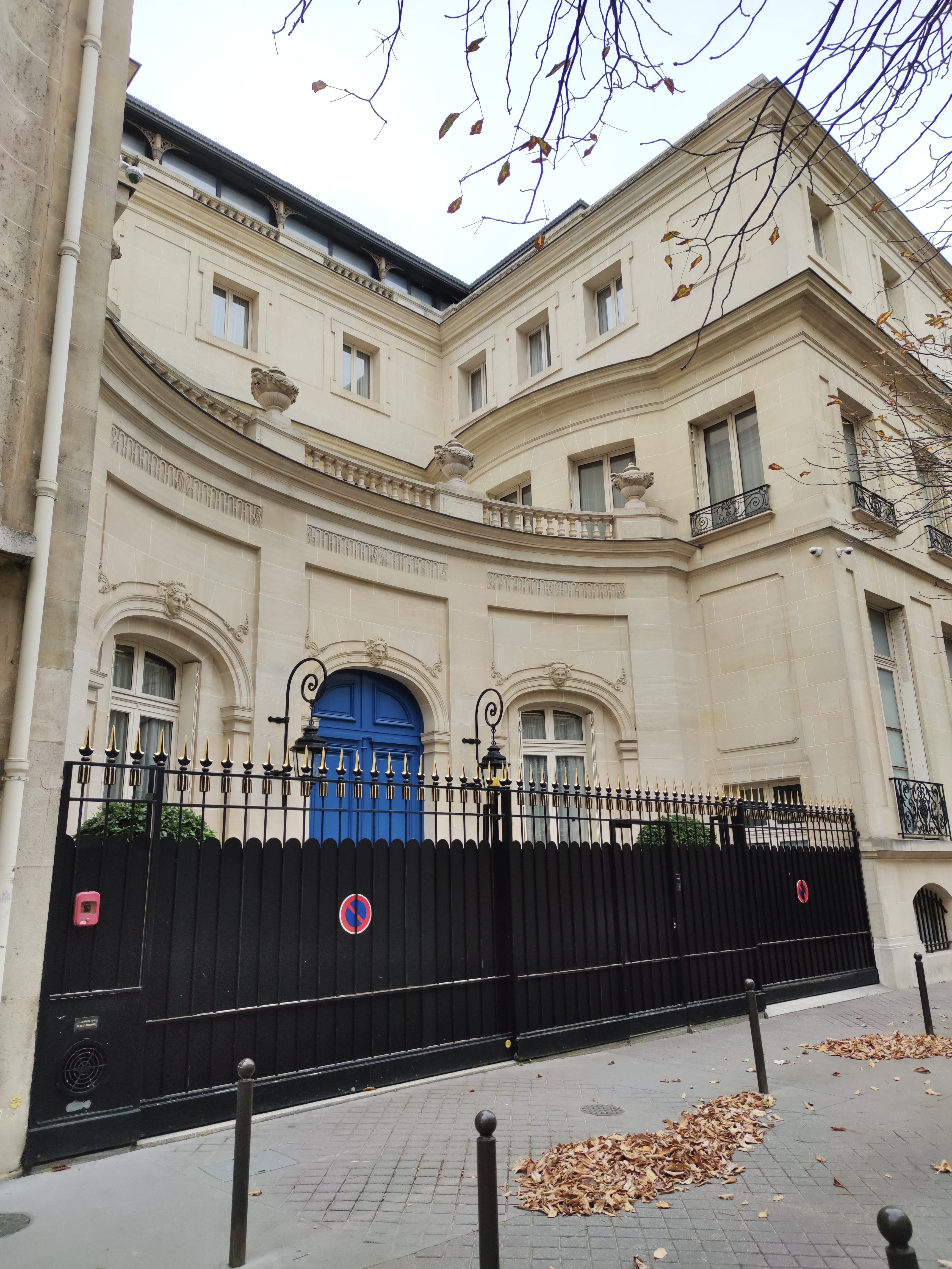
.

: résidence de l'ambassadeur du Luxembourg.
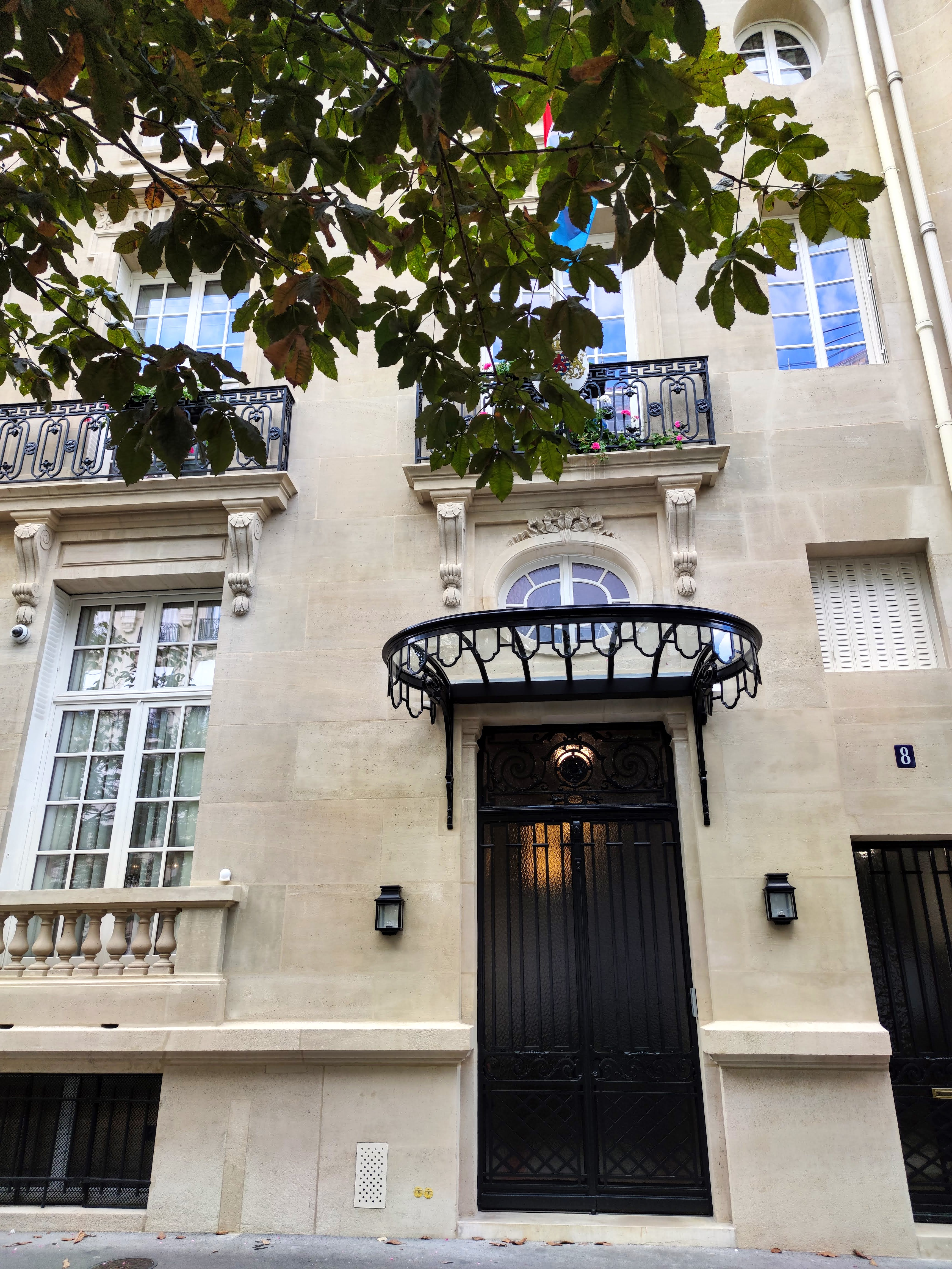
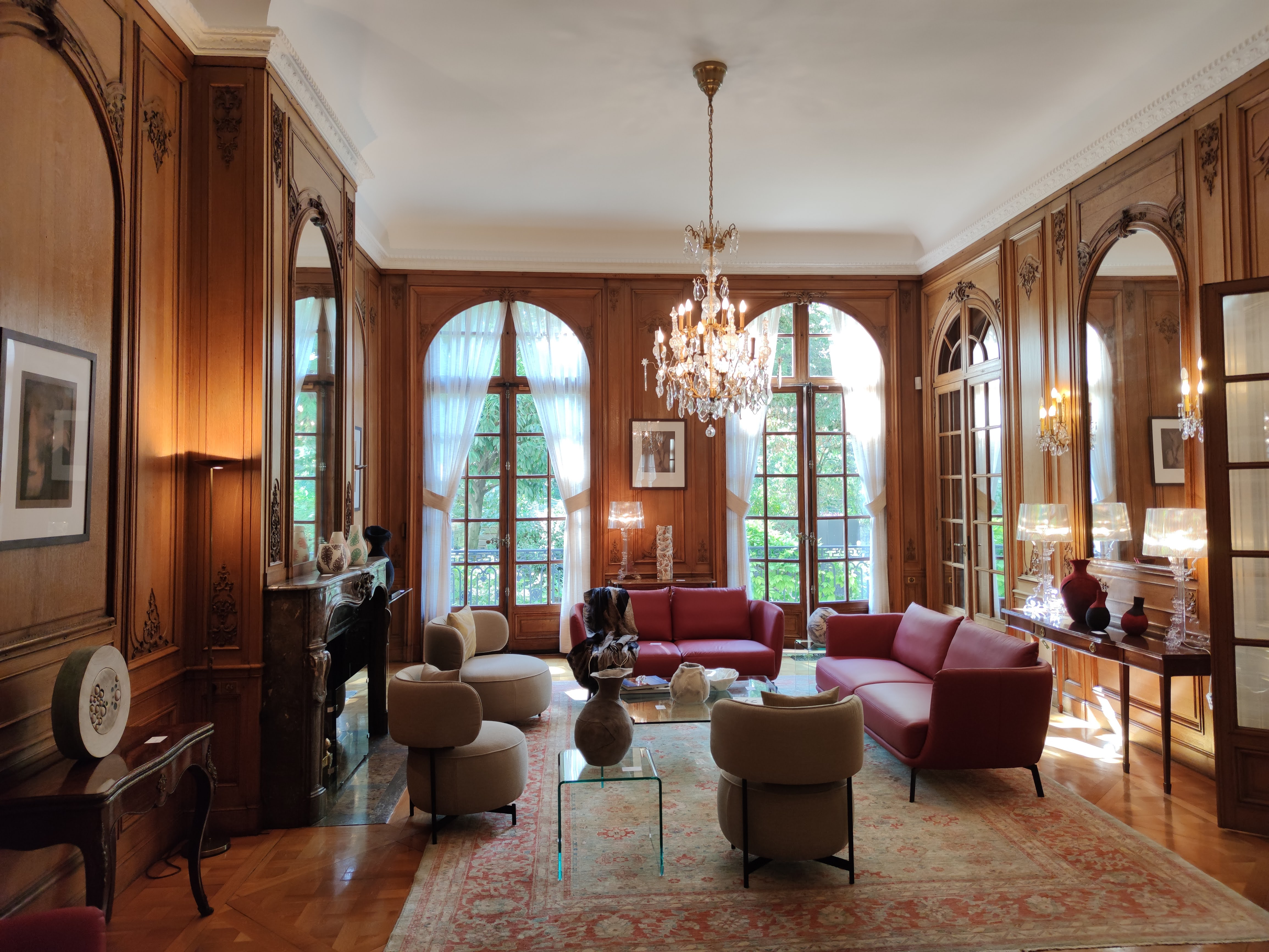
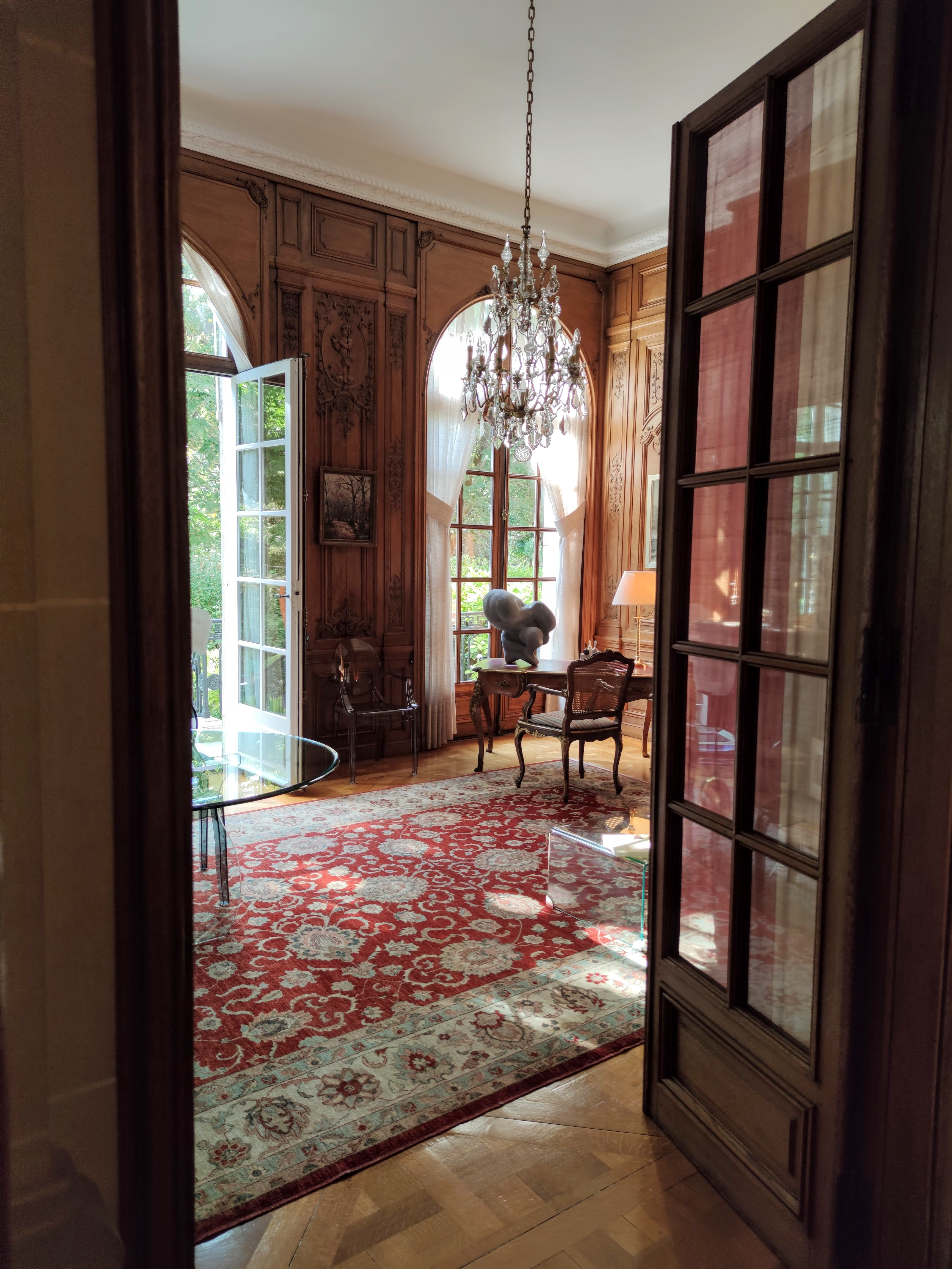
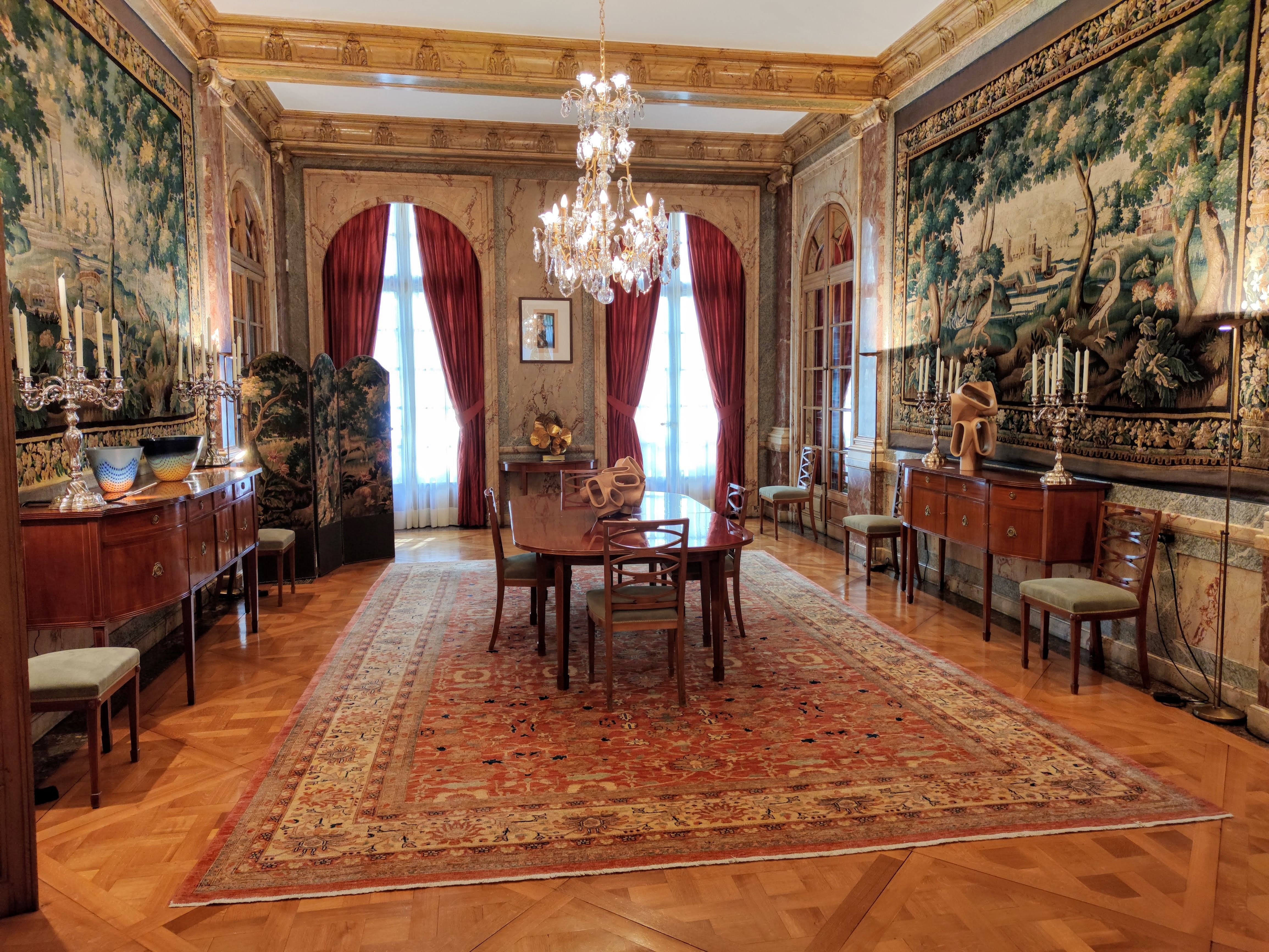

- No 2.
- No 4.
- No 5.
- No 20.

- No 8 : résidence de l'ambassadeur du Luxembourg.